# Dirofilaria
Dirofilaria (del llatí dirus filum, fil temible) és un gènere de nematodes de la família Onchocerdidae i de la superfamília Filarioidea. Algunes espècies causen dirofilariosi, una infecció parasitària transmesa per picades de mosquit, que afecta molts animals i, accidentalment, als humans.

## Història
Al segle XVII, el noble llombard, Francesco Birago, va fer la primera menció coneguda de Dirofilaria en descriure la presència de cucs adults de Dirofilaria immitis al cor dels seus gossos de caça, tot i que erròniament els va identificar com a larves d'un altre cuc parasitari, possiblement Dyoctophyma renale.
El 1856, el parasitòleg estatunidenc, Joseph Leidy, va anomenar el cuc del gos, que és l'espècie més important, com a Filaria, però el gènere va ser rebatejat, l'any 1911, com a Dirofilaria pels parasitòlegs francesos Railliet i Henry.

## Patogènia
Hi ha cinquanta espècies del gènere Dirofilaria que poden causar, a través de les picades de diferents mosquits, malalties parasitàries a gossos, gats, cànids salvatges i altres mamífers. L'espècie més important i coneguda és la Dirofilaria immitis o cuc del gos que a través del corrent sanguini parasita les artèries pulmonars i, en els casos més greus, el ventricle dret de l'animal.
D. immitis també és la principal especie que pot causar en humans la malaltia anomenada dirofilariosi pulmonar, una infecció que pot ser asimptomàtica. Dues altres espècies que també poden infectar humans són la D. repens i, en menor grau, la D. tenuis.